# Canarium caudatum
Canarium caudatum är en tvåhjärtbladig växtart som beskrevs av George King. Canarium caudatum ingår i släktet Canarium och familjen Burseraceae. Inga underarter finns listade i Catalogue of Life.